# Drosophila flavicauda
Drosophila flavicauda är en tvåvingeart som beskrevs av Masanori Joseph Toda 1991. Drosophila flavicauda ingår i släktet Drosophila och familjen daggflugor.
Artens utbredningsområde är Myanmar.